# Podgorička skupština
Velika narodna skupština srpskog naroda u Crnoj Gori, poznatija pod skraćenim nazivom Podgorička skupština, bila je skupština s posebnom svrhom u Kraljevini Crnoj Gori koja je zasjedala od 24. studenoga do 29. studenoga 1918., nakon završetka Prvoga svjetskog rata.  Na njoj su 26. studenoga 1918. donesene odluke o svrgavanju crnogorske dinastije Petrovića Njegoša u korist srpske dinastije Karađorđevića i ujedinjenju, tj. pripajanju Kraljevine Crne Gore Kraljevini Srbiji.

## Uvod
Nakon uspjeha srpskog ustanka iz 1815. u Crnoj Gori, a prije svega u Srbiji, pojavila se ideja za sjedinjenjem ove dvije države. Te početne tendincije će Srbija i Crna Gora pojačati kada 1866. godine potpisuju politički ugovor kojim se inicira pitanje sjedinjenja država. No, kao odgovor na to srpska vlada šalje svoje agente u Crnu Goru kako bi radili na brisanju crnogorske nacionalne i državne posebnosti. U organizaciji srpske tajne službe je pokušano, najprije ubojstvo crnogorskog monarha, a potom i oružana pobuna.
Bez obzira na rezultate te i sličnih akcija javnost Crne Gore ostat će podjeljena na zagovornike bezuvjetnog pripojenja Srbiji i one koji će zagovariti striktno očuvanje državno-pravne crnogorske posebnosti i/ili tražiti zajamčenu autonomiju u budućoj zajedničkoj južnoslavenskoj državi. Tijekom 1913. i 1914. godine će početi pregovori o stvaranju srpsko-crnogorske federacije ili konfederacije, ali oni će biti naglo prekinuti izbijanjem Prvog svjetskog rata i Austro-Ugarskom okupacijom 1916. godine.

## Izbjeglištvo i rat
Tijekom boravka u izbjeglištvu obje vlade, a nakon što crnogorski kralj Nikola I. nije bio kontaktiran oko Krfske deklaracije 1917. dolazi i do trajnog kvarenja diplomatskih odnosa zbog sumnji u želju Srbije da anektira Crnu Goru. Osnovni razlog za te sumnje se našao u činjenici da Srbija osniva i financira  Crnogorski odbor za narodno ujedinjenje  koji predvodi crnogorski eks-premijer Andrija Radović. Radovićev Odbor, financira od srpske vlade, obavlja promidžbene aktivnosti u zemljama Antante s ciljem bezuvjetnog ujedinjenja. Tijekom kapitulacije Austro-Ugarske listopada 1918. kada su crnogorski komiti razoružali su najveći broj tamo prisutnih okupatorskih trupa, no ubrzo će biti pokušano da ih se razoruža od "oslobodilačke" srpske vojske.

## Situacija uoči Podgoričke skupštine
Zapovjednik srpskog Glavnog stožera, vojvoda Živojin Mišić, dao je nalog svojim snagama, pod nazivom Jadranske trupe, iz Peći (Kosovo) da hitno krenu k Crnoj Gori i reokupiraju je
. Sa srpskim trupama su u Crnu Goru pristigle i četničke formacije Koste Pećanca. U Crnoj Gori je uvedena srpska vojna uprava i policijski sat. Dio daleko malobrojnijih savezničkih postrojbi Francuske, Velike Britanije, SAD i Italije također je razmješten u Crnoj Gori.
Crnogorske komite su od strane srpskih vojnih vlasti pozvane da polože oružje. Napetost je rasla
, jer su očekivanja bila da Srbi napuste Crnu Goru, te da se u nju vrati Nikola I. i da se Kraljevina Crna Gora restauira i/ili, u drugoj varijanti, nakon toga kao zasebno definiran entitet s konfederalnim statusom poveže s novom jugoslavenskom državom.
Uoči Podgoričke skupštine 1918. Srbi u Podgorici srušili obelisk podignut u čast crnogorskog velikog vojvode Mirka Petrovića Njegoša u centru grada.

## Pripreme za glasovanje
Tijekom Austro-Ugarske okupacije Kraljevine Crne Gore, ona je po međunarodnom pravu, nadalje ostala u statusu "zaraćene strane". Legitimitet kralja Nikole I. nitko nije osporavao a sile Atante, uključujući i Kraljevinu Srbiju, držale su veleposlanike pri sjedištu njegove Vlade u egzilu. Posljednji saziv Crnogorske narodne skupštine izabran je 1914. godine i imao je ustavni mandat. No, unatoč tome, srpska vlada osniva Središnji Izvršni Komitet za prisajedinjenje Crne Gore čiji osnovni zadatak postaje organiziranje izbora za novi parlament koji bi trebao glasovati o prisajedinjenju. Tom protupravnom odlukom dolazi do kršenja nezavisnosti Crne Gore (ukljuujući važeći Ustav Kraljevine Crne Gore) pošto samo kralj ima pravo proglasiti izbore. Tzv. izbori koje je sproveo Središnji Izvršni Komitet održani su, ne samo protv važećeg Ustava, već u protiv crnogorskih izbornih zakona.  
Kako bi se spriječio povratak protivnika ujedinjenja iz Austro-Ugarskog zarobljeništva ili iz zemalja Antante srpski Vrhovni vojni stožer šalje zapovjed nadležnim stožerima da zabrane povratak u domovinu crnogorskim časnicima, dočasnicma i vojnicima dok se ne dovrše izbori. Slično tome, srpska vlada je zatražila i dobila od Francuske odluku o diplomatskom blokiranju povrataka kralja Nikole I. i njegovih sinova iz izbjeglištva. Umjesto dopuštenja za povratak u svoju domovinu, on dobiva lažna jamstva od francuskog ministra vanjskih poslova da će neovisnost Crne Gore biti zaštićena.

## Izbori
Centralni Izvršni Komitet za prisajedinjenje Crne Gore i Srbije je bio propisao svoja pravila za izbore po kojima:
- svaka kapetanija dava 10 elektora;
- svaki kotar 15 elektora (područja osvojena u balkanskim ratovima);
- svaki grad s više od 5000 stanovnika 10 elektora;
- svaki grad s manje od 5000 stanovnika 5 elektora.

Ovako izabrani elektori su trebali potom glasovali tko će ući u parlament i to tako da je svaka kapetanija davala 2 zastupnika, srez 3, a gradovi 1 ili 2 ovisno o veličini. To je bilo u potpunoj suprotnosti s crnogorskim izbornim zakonodavstvom.
Pobjeda u atmosferi straha najavljena je tijekom "izbora" kada se prozivalo: "Crnogorac, koji bi bio protivu ujedinjenja Srpskog naroda, taj je izdajnik, to nije Srbin, već je izrod, njega će narod zgaziti kao crva koji kalja zemlju kud prolazi."
Očekivano, "izbornu pobjedu" ostvarit će po očekivanju pripadnici Bijele liste koja se zalagala za bezuvjetno ujedinjenje čemu su se protivili pripadnici Zelene liste koji, na koncu, nisu ni verificirali svoje liste niti su bili učesnici "izbora". Zbog "kratkoće vremena" u kojima su se proveli izbori u kotarevima Bijelo Polje, Plav i Gusinje pripadnici Bijele liste koji su uvedeni u parlament (sveukupno njih 30) nisu bili "birani" nego su postavljeni od anonimnih, samoproklamiranih "lokalnih vlasti".

## Odluke
Podgorička skupština je bila uspostavljena 24. studenog 1918. pod zaštitom srpske vojske, a dva dana potom će donesti svoje najvažnije odluke tajnim glasovanjem. te odluke su bile:
- Da se kralj Nikola I. i njegova dinastija svrgnu s crnogorskog prijestolja;
- Da se Crna Gora bezuslovno sjedini sa Srbijom u novu državu s dinastijom Karađorđević na čelu i da tako sjedinjeni uđu u zajedničku domovinu jednog troimenog naroda Srba, Hrvata i Slovenaca.

Glasovanje na Podgoričkoj skupštini podržalo je samo 5 od ukupno 56 regularno 1914. izabranih zastupnika posljednjeg saziva Crnogorske narodne skupštine.

## Epilog
Tom odlukom skupštine Kraljevina Crna Gora de facto prestaje postojati i postaje dio Srbije to jest Kraljevine SHS. Reakciju crnogorskog naroda, navodo "oduševljenog prisajedinjenjem" nije trebalo dugo čekati. Naoružana srpska strana u Crnoj Gori će s oko 10.000 bojovnika opskrbljenih teškim naoružanjem spremno dočekati 21. prosinca 1918. godine (6. siječnja 1919. po gregorijanskom kalendaru) i Božićnu pobunu zagovornika nezavisnosti. 
Iako će se u jednom trenu svi veći centri naći pod opsadom ustanika, njihove lagano naoružane trupe će biti pobjeđene od srpskih vojnika nakon čega će početi voditi gerilski rat. 
Odgovor na to će biti krvava represija.  Pobuna će potrajati sve do 1925. godine kada će ustanici prihvatiti amnestiju kralja Aleksandra.
Iako je neovisna Crna Gora de facto prestati postojati 1918. godine vlade Antante će još godinu-dvije priznavati nezavisnost ove države tako da će njeni predstavnici biti pozvani čak i na Versajsku konferenciju 1919. gdje će držati govore s ciljem dobivanja podrške za nezavisnu Crnu Goru.